# Championnats du monde de patinage artistique 1981
Navigation
Mondiaux 1980 Mondiaux 1982
Les championnats du monde de patinage artistique 1981 ont lieu du 3 au 8 mars 1981 au Civic Center de Hartford aux États-Unis.
Lors de cette saison 1980/1981, le système 6.0 de jugement est modifié. Désormais les figures imposées des catégories individuelles masculine et féminine comptent pour 30% du résultat final (avec un coefficient de 0.6 appliqué à la place obtenue), le programme court compte pour 20% (avec un coefficient de 0.4 appliqué à la place obtenue) et le programme libre compte pour 50% (avec un coefficient de 1 appliqué à la place obtenue). Pour la catégorie des couples artistiques, le programme court compte pour 28,6% du résultat total (avec un coefficient de 0,4 appliqué à la place obtenue) et le programme libre compte pour 71,4% (avec un coefficient de 1 appliqué à la place obtenue).

## Qualifications
Les patineurs sont éligibles à l'épreuve s'ils représentent une nation membre de l'Union internationale de patinage (International Skating Union en anglais). Les fédérations nationales sélectionnent leurs patineurs en fonction de leurs propres critères.
Sur la base des résultats des championnats du monde 1980, l'Union internationale de patinage autorise chaque pays à avoir de une à trois inscriptions par discipline. 

## Podiums
| Épreuves                            | Or                               | Argent                             | Bronze                                |
| ----------------------------------- | -------------------------------- | ---------------------------------- | ------------------------------------- |
| Messieurs résultats détaillés       | Scott Hamilton                   | David Santee                       | Igor Bobrin                           |
| Dames résultats détaillés           | Denise Biellmann                 | Elaine Zayak                       | Claudia Kristofics-Binder             |
| Couples résultats détaillés         | Irina Vorobieva / Igor Lisovski  | Sabine Baeß / Tassilo Thierbach    | Christina Riegel / Andreas Nischwitz  |
| Danse sur glace résultats détaillés | Jayne Torvill / Christopher Dean | Irina Moïsseïeva / Andrei Minenkov | Natalia Bestemianova / Andreï Boukine |

## Tableau des médailles
| Rang  | Nation               | Or | Argent | Bronze | Total |
| ----- | -------------------- | -- | ------ | ------ | ----- |
| 1     | États-Unis           | 1  | 2      | 0      | 3     |
| 2     | Union soviétique     | 1  | 1      | 2      | 4     |
| 3     | Royaume-Uni          | 1  | 0      | 0      | 1     |
| 3     | Suisse               | 1  | 0      | 0      | 1     |
| 5     | Allemagne de l'Est   | 0  | 1      | 0      | 1     |
| 6     | Autriche             | 0  | 0      | 1      | 1     |
| 6     | Allemagne de l'Ouest | 0  | 0      | 1      | 1     |
| Total | Total                | 4  | 4      | 4      | 12    |

## Détails des compétitions
Pour la saison 1980/1981, les calculs des points se font selon la méthode suivante :
- chez les Messieurs et les Dames (0.6 point par place pour les figures imposées, 0.4 point par place pour le programme court, 1 point par place pour le programme libre)
- chez les couples artistiques (0.4 point par place pour le programme court, 1 point par place pour le programme libre)
- en danse sur glace (1 point par place pour les trois danses imposées, 1 point par place pour la danse libre)

### Messieurs
| Rang    | Nom                    | Nation               | Points | Fig. impo. | Prog. court | Prog. libre |
| ------- | ---------------------- | -------------------- | ------ | ---------- | ----------- | ----------- |
| 1       | Scott Hamilton         | États-Unis           | 3.8    | 4          | 1           | 1           |
| 2       | David Santee           | États-Unis           | 5.4    | 2          | 3           | 3           |
| 3       | Igor Bobrin            | Union soviétique     | 6.6    | 5          | 4           | 2           |
| 4       | Fumio Igarashi         | Japon                | 8.4    | 6          | 2           | 4           |
| 5       | Jean-Christophe Simond | France               | 8.6    | 1          | 5           | 6           |
| 6       | Brian Orser            | Canada               | 12.8   | 9          | 6           | 5           |
| 7       | Norbert Schramm        | Allemagne de l'Ouest | 14.0   | 7          | 7           | 7           |
| 8       | Brian Pockar           | Canada               | 16.0   | 3          | 8           | 11          |
| 9       | Vladimir Kotin         | Union soviétique     | 20.0   | 10         | 10          | 10          |
| 10      | Robert Wagenhoffer     | États-Unis           | 21.2   | 14         | 12          | 8           |
| 11      | Grzegorz Filipowski    | Pologne              | 21.2   | 8          | 11          | 12          |
| 12      | Jozef Sabovčík         | Tchécoslovaquie      | 23.2   | 11         | 9           | 13          |
| 13      | Falko Kirsten          | Allemagne de l'Est   | 23.6   | 15         | 14          | 9           |
| 14      | Thomas Öberg           | Suède                | 26.4   | 12         | 13          | 14          |
| 15      | Takashi Mura           | Japon                | 31.2   | 17         | 15          | 15          |
| 16      | Bruno Watschinger      | Autriche             | 31.2   | 13         | 16          | 17          |
| 17      | Christopher Howarth    | Royaume-Uni          | 34.0   | 18         | 18          | 16          |
| 18      | Michael Pasfield       | Australie            | 36.2   | 19         | 17          | 18          |
| 19      | Todd Sand              | Danemark             | 38.6   | 20         | 19          | 19          |
| 20      | Xu Zhaoxiao            | Chine                | 40.6   | 21         | 20          | 20          |
| Abandon | Miljan Begović         | Yougoslavie          |        | 16         |             |             |

### Dames
| Rang | Nom                       | Nation               | Points | Fig. impo. | Prog. court | Prog. libre |
| ---- | ------------------------- | -------------------- | ------ | ---------- | ----------- | ----------- |
| 1    | Denise Biellmann          | Suisse               | 4.2    | 4          | 2           | 1           |
| 2    | Elaine Zayak              | États-Unis           | 7.4    | 7          | 3           | 2           |
| 3    | Claudia Kristofics-Binder | Autriche             | 8.0    | 1          | 6           | 5           |
| 4    | Deborah Cottrill          | Royaume-Uni          | 8.4    | 2          | 8           | 4           |
| 5    | Katarina Witt             | Allemagne de l'Est   | 10.0   | 11         | 1           | 3           |
| 6    | Kristiina Wegelius        | Finlande             | 10.8   | 3          | 5           | 7           |
| 7    | Priscilla Hill            | États-Unis           | 16.0   | 5          | 10          | 9           |
| 8    | Carola Paul               | Allemagne de l'Est   | 18.4   | 16         | 7           | 6           |
| 9    | Karin Riediger            | Allemagne de l'Ouest | 19.0   | 9          | 14          | 8           |
| 10   | Tracey Wainman            | Canada               | 19.6   | 6          | 15          | 10          |
| 11   | Sanda Dubravčić           | Yougoslavie          | 21.6   | 8          | 12          | 12          |
| 12   | Kira Ivanova              | Union soviétique     | 22.4   | 13         | 4           | 13          |
| 13   | Manuela Ruben             | Allemagne de l'Ouest | 24.8   | 17         | 9           | 11          |
| 14   | Anne-Sophie de Kristoffy  | France               | 29.4   | 15         | 11          | 16          |
| 15   | Karen Wood                | Royaume-Uni          | 31.2   | 18         | 16          | 14          |
| 16   | Andrea Rohm               | Autriche             | 32.6   | 14         | 18          | 17          |
| 17   | Reiko Kobayashi           | Japon                | 33.2   | 10         | 13          | 22          |
| 18   | Catarina Lindgren         | Suède                | 34.4   | 19         | 20          | 15          |
| 19   | Corinne Wyrsch            | Suisse               | 38.8   | 20         | 22          | 18          |
| 20   | Sonja Stanek              | Autriche             | 38.8   | 12         | 19          | 24          |
| 21   | Masako Kato               | Japon                | 40.8   | 21         | 23          | 19          |
| 22   | Editha Dotson             | Belgique             | 41.6   | 23         | 17          | 21          |
| 23   | Päivi Nieminen            | Finlande             | 43.4   | 25         | 21          | 20          |
| 24   | Vicki Holland             | Australie            | 49.0   | 26         | 26          | 23          |
| 25   | Rudina Pasveer            | Pays-Bas             | 50.0   | 22         | 27          | 26          |
| 26   | Lisa Coppola              | Italie               | 50.8   | 27         | 24          | 25          |
| 27   | Hanne Gamborg             | Danemark             | 51.4   | 24         | 25          | 27          |
| 28   | Hye-kyung Lim             | Corée du Sud         | 56.0   | 28         | 28          | 28          |
| 29   | Rosario Esteban           | Espagne              | 59.4   | 30         | 31          | 29          |
| 30   | Denyse Adam               | Nouvelle-Zélande     | 59.4   | 29         | 30          | 30          |
| 31   | Bao Zhenghua              | Chine                | 61.2   | 31         | 29          | 31          |

### Couples
| Rang | Nom                                  | Nation               | Points | Prog. court | Prog. libre |
| ---- | ------------------------------------ | -------------------- | ------ | ----------- | ----------- |
| 1    | Irina Vorobieva / Igor Lisovski      | Union soviétique     | 1.4    | 1           | 1           |
| 2    | Sabine Baeß / Tassilo Thierbach      | Allemagne de l'Est   | 2.8    | 2           | 2           |
| 3    | Christina Riegel / Andreas Nischwitz | Allemagne de l'Ouest | 4.6    | 4           | 3           |
| 4    | Marina Cherkasova / Sergey Shakray   | Union soviétique     | 5.2    | 3           | 4           |
| 5    | Kitty Carruthers / Peter Carruthers  | États-Unis           | 7.8    | 7           | 5           |
| 6    | Veronika Pershina / Marat Akbarov    | Union soviétique     | 8.0    | 5           | 6           |
| 7    | Barbara Underhill / Paul Martini     | Canada               | 11.0   | 10          | 7           |
| 8    | Susan Garland / Robert Daw           | Royaume-Uni          | 11.2   | 8           | 8           |
| 9    | Birgit Lorenz / Knut Schubert        | Allemagne de l'Est   | 11.4   | 6           | 9           |
| 10   | Lea Ann Miller / William Fauver      | États-Unis           | 13.6   | 9           | 10          |
| 11   | Luan Bo / Yao Bin                    | Chine                | 15.4   | 11          | 11          |

### Danse sur glace
| Rang | Nom                                   | Nation               | Points | Danses imposées | Danse libre |
| ---- | ------------------------------------- | -------------------- | ------ | --------------- | ----------- |
| 1    | Jayne Torvill / Christopher Dean      | Royaume-Uni          | 2.0    | 1               | 1           |
| 2    | Irina Moïsseïeva / Andrei Minenkov    | Union soviétique     | 4.0    | 2               | 2           |
| 3    | Natalia Bestemianova / Andreï Boukine | Union soviétique     | 7.0    | 4               | 3           |
| 4    | Judy Blumberg / Michael Seibert       | États-Unis           | 7.0    | 3               | 4           |
| 5    | Olga Volozhinskaya / Alexander Svinin | Union soviétique     | 11.0   | 6               | 5           |
| 6    | Carol Fox / Richard Dalley            | États-Unis           | 11.0   | 5               | 6           |
| 7    | Karen Barber / Nicholas Slater        | Royaume-Uni          | 14.0   | 7               | 7           |
| 8    | Nathalie Hervé / Pierre Béchu         | France               | 17.0   | 9               | 8           |
| 9    | Jana Berankova / Jan Bartak           | Tchécoslovaquie      | 17.0   | 8               | 9           |
| 10   | Birgit Goller / Peter Klisch          | Allemagne de l'Ouest | 20     | 10              | 10          |
| 11   | Wendy Sessions / Stephen Williams     | Royaume-Uni          | 22.0   | 11              | 11          |
| 12   | Kelly Johnson / Kris Barber           | Canada               | 25.0   | 13              | 12          |
| 13   | Marie McNeil / Robert McCall          | Canada               | 25     | 12              | 13          |
| 14   | Judit Péterfy / Csaba Bálint          | Hongrie              | 28.0   | 14              | 14          |
| 15   | Elisabetta Parisi / Roberto Pelizzola | Italie               | 30.0   | 15              | 15          |
| 16   | Noriko Sato / Tadayuki Takahashi      | Japon                | 33.0   | 17              | 16          |
| 17   | Gabriella Remport / Sándor Nagy       | Hongrie              | 33.0   | 16              | 17          |
| 18   | Maria Kniffer / Manfed Hübler         | Autriche             | 37.0   | 19              | 18          |
| 19   | Karen Mankovich / Douglas Mankovich   | Belgique             | 39.0   | 18              | 21          |
| 20   | Marianne van Bommel / Wayne Deweyert  | Pays-Bas             | 40.0   | 21              | 19          |
| 21   | Petra Born / Rainer Schönborn         | Allemagne de l'Ouest | 40.0   | 20              | 20          |